# Ruth Berghaus
Ruth Berghaus (Dresda, 2 luglio 1927 – Zeuthen, 25 gennaio 1996) è stata una produttrice teatrale, regista teatrale e coreografa tedesca.

## Biografia
Iniziò la sua carriera come ballerina nel 1951 e in seguito nella prima metà degli anni '60 fu coreografa. Nel 1971 divenne direttrice artistica del Berliner Ensemble, succedendo a Helene Weigel. Lasciò la direzione nel 1977 e da allora lavorò per i maggiori teatri dell'opera tedeschi al di qua e al di là del muro, collaborando regolarmente con lo Staatsoper Unter den Linden e raccogliendo in particolare grandi elogi per i lavori messi in scena al Oper Frankfurt, dove nel 1987 ottenne insieme al direttore d'orchestra Michael Gielen una standing ovation da record di ben 75 minuti.
Nota per richiedere ai suoi attori l'uso della pantomima e un'attenzione minuziosa al linguaggio del corpo, nonché per lo stile simbolico e anti-realista dei suoi lavori, fu sposata al direttore d'orchestra Paul Dessau dal 1954 alla sua morte nel 1979. Continuò a lavorare fino a pochi mesi dalla morte di tumore nel gennaio 1996.